# Angela McLean
Angela McLean nacida el 31 de mayo de 1961, es una profesora de Biología Matemática en el Departamento de Zoología de la Universidad de Oxford.

## Educación
Estudió matemática en Somerville College, Oxford, y ganó un PhD en biomatemática por la Universidad Imperial, Londres.

## Carrera e investigaciones
En 1990, fue miembro de Royal Society en Oxford y entonces, en 1994, fue adscrita en Instituto Pasteur en París.
Luego devino Jefa de Biología Matemática en el Instituto de Biotecnología y Ciencias Biológicas en Salud Animal y en 1994 profesora de biología matemática en el Departamento de Biología en Oxford.

## Afiliaciones
En 2005, fue Directora del Instituto de Infecciones Emergentes de Humanos en la Escuela de siglo XXI James Martin y en 2008 miembro de Investigaciones Sénior en Ciencias de Vida Teórica en All Souls College, Oxford.

## Honores y premios
- 2009 – Miembro de la Sociedad Real
- 2011 – Medalla Gabor de la Sociedad Real